# Toxocarpus batanensis
Toxocarpus batanensis är en oleanderväxtart som beskrevs av Hatusima. Toxocarpus batanensis ingår i släktet Toxocarpus och familjen oleanderväxter. Inga underarter finns listade i Catalogue of Life.